# Farol da Torre de Belém
O farol da Torre de Belém foi um farol português já desativado, que se encontrava instalado no terrapleno  do baluarte da Torre de Belém, na então freguesia de Santa Maria de Belém, em Lisboa.
Lanterna numa torre quadrangular com estrutura em treliça de ferro com 8 metros de altura.

## História
Concluída em 1520, a Torre de Belém, um dos monumentos mais expressivos da cidade de Lisboa, classificada como Património Mundial pela UNESCO, fazia parte das fortificações do século XVI que protegiam a cidade.
Em 1865 foi instalada um farolim na extremidade sul do terraço do Baluarte em frente da torre manuelina, cuja lanterna seguiu a traça das guaritas cilíndricas coroadas por cúpulas de gomos.
Desativado nos finais da década de 1930 ou inicio da década de 1940, a estrutura do farol foi deslocada para a freguesia de Santa Clara nos Açores para substitui o farol da cabeça do molhe do porto de Ponta Delgada que havia sido destruído por um forte temporal, tendo sido inaugurada a 15 de junhode 1945.

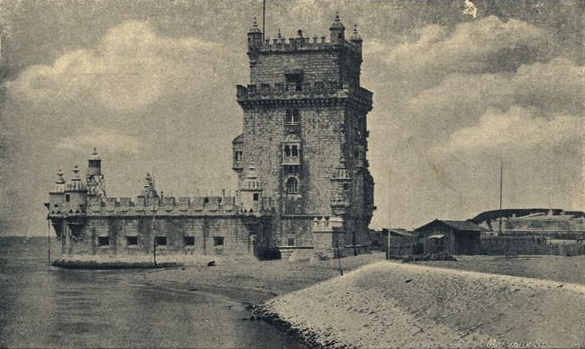
Imagem antiga, vendo-se à esquerda a lanterna.
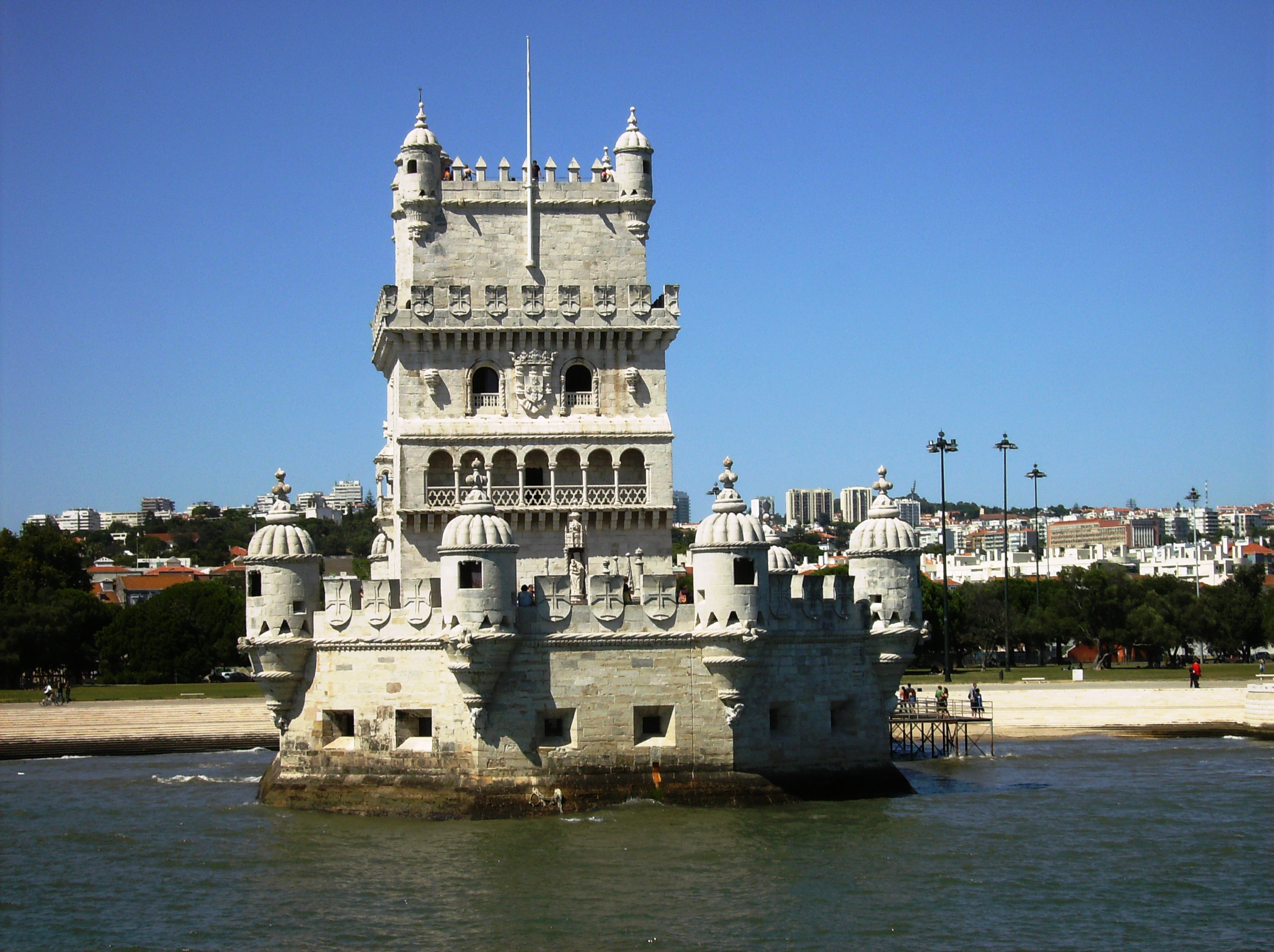
Baluarte e Torre de Belém.
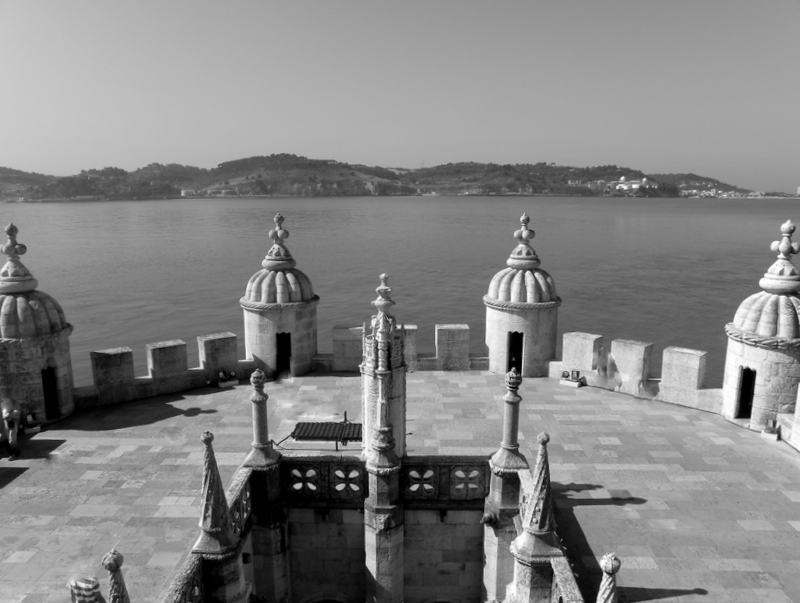
Extremidade sul do terraço do Baluarte.
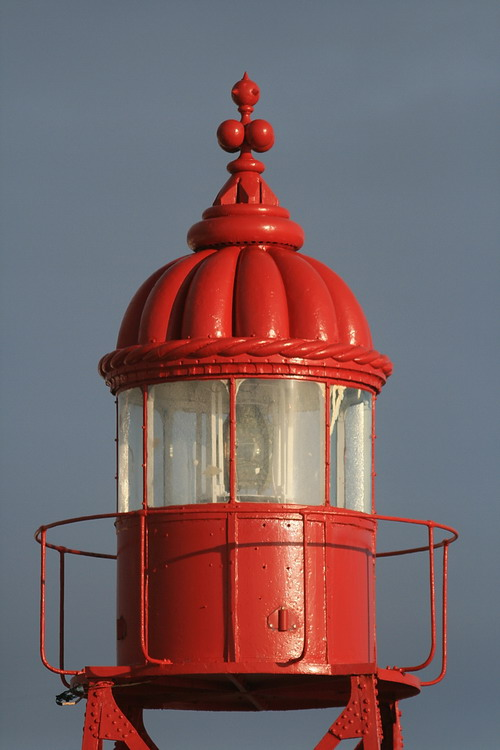
Lanterna atualmente no farol de Santa Clara.

## Outras informações
- Local aberto diariamente, exceto à segunda-feira
- Torre e lanterna, atualmente no farol de Santa Clara nos Açores